# Isaiah Briscoe
Isaiah Jamal Briscoe (Union, 13 aprile 1996) è un cestista statunitense.
È cugino del 7 volte NBA All-Star Kyrie Irving. 

## Palmarès
- Campionato estone: 1

Kalev/Cramo: 2017-18

### Individuale
- McDonald's All-American Game (2015)
- VTB United League Young Player of the Year: 1

Kalev/Cramo: 2017-18